# تصميم الملابس
تصميم الملابس هو اللغة التي تشكلها عناصر في تكوين موحد الخط والشكل واللون والنسيج، وتعتبر هذه المتغيرات أساس لتعبيره، وتتأثر بالأسس التصميمية ليعطى السيطرة والتكامل والتوازن والإيقاع والنسبة، لكي يحصل الفرد في النهاية على زى يشعره بالتناسق ويربطه بالمجتمع الذي يعيش فيه
ويخضع تصميم الملابس إلى عناصر مرنه سهلة التبديل والتشكيل مثل الخامات، والخامات في صناعة الملابس هي الأقمشة والمنسوجات سواء منسوجة أو غير المنسوجة وفي وقتنا الحاضر أصبحت متعددة الأنواع والألوان والتركيب النسجي، ويوجد منها الآن العديد من الخامات المنتجة من الألياف الصناعية بجانب الألياف الطبيعية والمخلوطة التي لها طبيعة خاصة

ويعتبر تصميم الملابس الجاهزة أحد الفنون التطبيقية، وتتنوع مستويات الموضة حسب مستوي المستهلك وحسب مستوي الإبداع في هذه الملابس.

ويحتاج المصممين عموما ومصمم الملابس بوجه خاص إلي مصادر متجددة لتنشيط أفكاره مما يجعله يعمد في أحيان كثيرة إلي ممارسة الفنون الجميلة لما لهذه الممارسات من اثر تنشيطي علي فكره الابتكاري، وفي أحيان كثيرة يتجه مصمم الملابس إلي الملابس نفسها فيستخدمها كخامة فنية يعبر بها عن أفكاره ونظرته للحياة، غير أننا لا يجب أن نعتبر هذا تصميما بل هو فن جميل.

## مفهوم التصميم
من خلال رؤية تخصصية تصميمية لنظرية المثال عند أفلاطون يمكن لنا أن نقول بأن التصميم كما نعرفه الآن في نهاية القرن العشرين هو ذاته المحاكاة imitation كما جاءت في نظرية المثال لأفلاطون فالصانع عندما يحاكي المثـــُل الموجودة عند الله، إنما يحاول أن يصل بها إلي درجة الكمال التي يفترض أن الله وفرها في موجوداته لتلاءم احتياجات الإنسان بدرجة لا يمكن لغير ذاته العليا أن توفرها، فهو خالق الإنسان وهو العليم باحتياجاته وهو المبتكر الأعظم.

## التصميم والابتكار
والتصميم عملية ابتكاريه، الهدف منها هو الوفاء بغرض محدد سواء كان هذا الغرض ماديا" (أي يتحقق بأداء المنتج لوظائف مادية معينة), أو كان هذا الغرض معنويا" (يهدف إلي إرضاء حاجات الإنسان الانفعالية وحاجته الماسة إلي الإحساس بالجمال) , فالتصميم هو تنظيم وتنسيق مجموع العناصر أو الأجزاء الداخلية في كل متماسك للشيء المنتج – أي التناسق الذي يجمع بين الجانب الجمالي والذوقي في وقت واحد، حيث تبدأ عملية التصميم بالكروكيات، وتنتهي نهاية تامة بالقرار، كما تتضمن معني التكوين، ويرتبط معناها بالمصطلحات المختلفة التي يفهم منها وحدة البناء للشكل العام، ويقوم التصميم علي أسس ومقومات علمية وتكنولوجية، وكذلك لإخراجه في صورة منتج نهائي، فهو يعتمد علي العلم والجمال، ويقوم علي أساس من النظام، يحوي فيما بينة قيما" فنية ومقومات جمالية.
والابتكار هو العملية التي ينتج عنها حلول أو أفكار تخرج عن الإطار المعروف في العلوم التي لدينا، وذلك الإطار التقليدي سواء بالنسبة لمعلومات الفرد الذي يفكر فيها أو المعلومات السائدة في البيئة، وذلك لظهور الجديد من الأفكار وتقاس القدرات الابتكارية باعتبارها محصلة درجات عوامل أو مكونات هي: الطلاقة والمرونة والأصالة

## مراحل التصميم في مجال الملابس الجاهزة
- أولا: فكرة مبدئية عن هيئة التصميم يتم وضعها بواسطة المصمم، ويمكن أن يتم هذا بالرسم علي الورق أو الكمبيوتر، أو بـ التشكيل علي المانيكان. وبعد وضع التصميم يمكن البدء في التفكير في الألوان والخامات والاكسسورات.
- ثانيا: عمل الباترون سواء عن طريق نظم الباترون المسطحة أو تحويل الباترون المُشكل علي المانيكان إلي باترون تصنيع، و يتراوح عدد قطع الباترون المطلوبة لتنفيذ التصميم حسب درجة تعقيده، ثم يستخدم هذا الباترون في قص القماش.
- ثالثا: وبعد قص قطع القماش حسب الباترون تبدأ عملية الحياكة بما يتناسب مع شكل التصميم وفي هذه المرحلة يطلق عليه اسم عينة.
- رابعا: بعد الموافقة علي العينة يبدأ التخطيط للإنتاج Production planning ويبدأ تكرار الخطوات الثلاثة السابقة لكن بشكل كمي حيث يفرد القماش على شكل طبقات متعددة كما يتحول الباترون إلي ماركر قص Marker.

وعلى حين يعتبر الترتيب السابق ذكره ترتيب قياسي في إنتاج الملابس الجاهزة إلا انه قد يختلف في بعض الحالات مثل ملابس الفولي فاشن.